# Escroux
Escroux är en kommun i departementet Tarn i regionen Occitanien i södra Frankrike. Kommunen ligger i kantonen Lacaune som tillhör arrondissementet Castres. År 2022 hade Escroux 40 invånare.

## Befolkningsutveckling
Antalet invånare i kommunen Escroux
| Referens: INSEE |